# 1898 County Championship
Navigation
Édition précédente Édition suivante
Le 1898 County Championship fut le neuvième County Championship et se déroule du 9 mai au 3 septembre 1898. Le Yorkshire remporta le championnat pour la troisième fois, avec Middlesex comme finaliste pour la première fois.
En avril, John Tunnicliffe et Jack Brown du Yorkshire, ont établi un partenariat alors record pour wicket de 554, contre Derbyshire à Queen's Park, Chesterfield.

## Tableau final
Un point a été accordé pour une victoire et un point a été enlevé pour chaque défaite, donc:
- 1 pour une victoire
- 0 pour un match nul
- -1 pour une défaite

| Equipe                 | Pld | W  | L  | D  | A | Pts | Fin | %Fin   |
| ---------------------- | --- | -- | -- | -- | - | --- | --- | ------ |
| Yorkshire              | 26  | 16 | 3  | 7  | 0 | 13  | 19  | 68.42  |
| Middlesex              | 18  | 10 | 3  | 5  | 0 | 7   | 13  | 53.85  |
| Gloucestershire        | 20  | 9  | 3  | 8  | 0 | 6   | 12  | 50.00  |
| Surrey                 | 26  | 11 | 4  | 9  | 2 | 7   | 15  | 46.67  |
| Essex                  | 20  | 10 | 6  | 4  | 0 | 4   | 16  | 25.00  |
| Lancashire             | 26  | 9  | 6  | 11 | 0 | 3   | 15  | 20.00  |
| Kent                   | 20  | 5  | 6  | 9  | 0 | –1  | 11  | –9.09  |
| Nottinghamshire        | 16  | 1  | 2  | 13 | 0 | –1  | 3   | –33.33 |
| Derbyshire             | 16  | 2  | 6  | 7  | 1 | –4  | 8   | –50.00 |
| Sussex                 | 20  | 3  | 9  | 8  | 0 | –6  | 12  | –50.00 |
| Warwickshire           | 18  | 2  | 6  | 9  | 1 | –4  | 8   | –50.00 |
| Hampshire              | 18  | 2  | 8  | 8  | 0 | –6  | 10  | –60.00 |
| Leicestershire         | 16  | 1  | 10 | 5  | 0 | –9  | 11  | –81.82 |
| Somerset               | 16  | 1  | 10 | 5  | 0 | –9  | 11  | –81.82 |
| Source: CricketArchive |     |    |    |    |   |     |     |        |

### Résumé statistique
| Most runs | Most runs | Most runs        | Most runs  |
| Aggregate | Average   | Joueur           | Comté      |
| --------- | --------- | ---------------- | ---------- |
| 1,832     | 57.25     | Bobby Abel       | Surrey     |
| 1,801     | 39.15     | Johnny Tyldesley | Lancashire |
| 1,604     | 59.40     | C. B. Fry        | Sussex     |
| 1,538     | 46.60     | John Tunnicliffe | Yorkshire  |
| 1,468     | 43.17     | Bill Brockwell   | Surrey     |
| Source:   |           |                  |            |

| Most wickets | Most wickets | Most wickets     | Most wickets    |
| Aggregate    | Average      | Joueur           | Comté           |
| ------------ | ------------ | ---------------- | --------------- |
| 130          | 20.00        | Charlie Townsend | Gloucestershire |
| 126          | 13.84        | Wilfred Rhodes   | Yorkshire       |
| 126          | 21.29        | Tom Richardson   | Surrey          |
| 125          | 14.76        | Jack Hearne      | Middlesex       |
| 109          | 17.06        | William Lockwood | Surrey          |
| Source:      |              |                  |                 |